# Ruth Waithera
Ruth Waithera (née le 17 août 1958) est une athlète kényane, spécialiste du sprint. 

## Biographie
Elle remporte la médaille de bronze du 200 mètres lors des championnats d'Afrique 1979, à Dakar au Sénégal, avec un temps de 24 s 66. 
Ses records personnels sont établis aux Jeux olympiques d'été de 1984 à Los Angeles ; sur 200 mètres, elle réalise un temps de 23 s 37 et sur 400 mètres elle court en 51 s 56.

### Palmarès
| Date | Compétition            | Lieu  | Résultat | Épreuve   | Performance   |
| ---- | ---------------------- | ----- | -------- | --------- | ------------- |
| 1978 | Jeux africains         | Alger | 3e       | 200 m     | 23 s 91       |
| 1978 | Jeux africains         | Alger | 2e       | 4 x 400 m | 3 min 39 s 27 |
| 1979 | Championnats d'Afrique | Dakar | 3e       | 200 m     | 24 s 66       |
| 1979 | Championnats d'Afrique | Dakar | 2e       | 4 x 400 m | 3 min 46 s 1  |
| 1987 | Jeux africains         | Alger | 3e       | 4 x 100 m | 45 s 24       |

### Records
| Épreuve | Performance | Lieu        | Date        |
| ------- | ----------- | ----------- | ----------- |
| 200 m   | 23 s 37     | Los Angeles | 8 août 1984 |
| 400 m   | 51 s 56     | Los Angeles | 6 août 1984 |